# Return-to-zero

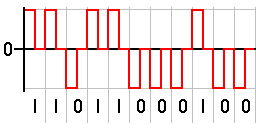
Принцип формування коду Return-to-zero

Return-to-zero ( англ. код з поверненням до нуля) один із видів лінійного кодування (фізичного кодування, канального кодування, імпульсно-кодова модуляція). Використовується в телекомунікаційних системах для передачі інформації, що представлена у цифровому вигляді, в формі сигналу. Формування сигналу відбувається наступним шляхом: логічному нулю відповідає нижній рівень сигналу, логічній одиниці — верхній рівень сигналу; інформаційний перехід відбувається на початку значущого інтервалу , повернення до нульового рівня — в середині, значення нульового рівня  зберігається до кінця значущого інтервалу. Сигнал гарантовано змінює своє значення в кожному такті (самосинхронізація), а також надає всередині такту час для завершення перехідних процесів (усунення інтерференції). Переважно код Return-to-zero застосовується в оптоволоконних лініях зв'язку. 

## Переваги
- Простота реалізації у порівнянні з багаторівневими способами кодування;
- Здатний до самосинхронізації — у зв'язку з тим, що стан потенціалу змінюється на кожному значущому інтервалі, можлива синхронізація тактової частоти приймача і передавача на кожному значущому інтервалі[2];
- В коді Return-to-zero можна використовувати передачу послідовностями різної довжини.

## Недоліки
- Складність реалізації кодувального пристрою у порівнянні з NRZ-кодом, оскільки потребує реалізації  трьох потенційних рівнів.
- Необхідність вдвічі більшої смуги пропускання каналу при тій же швидкості передачі в порівнянні з NRZ (на один бітовий інтервал доводиться дві зміни рівня сигналу);